# 天才衝衝衝
《天才衝衝衝》（英語：Genius Go Go Go）為臺灣中華電視公司播出之綜藝節目。首播於每週六晚間10點至隔日凌晨0點15分，每集共有3個遊戲單元。

## 源流
《天才衝衝衝》有兩大前身：第一個前身是2003年5月23日開播的華視大型益智節目《天才GO GO GO》，製作單位是東風文化傳播事業股份有限公司，製作人是禚宏順，主持人是吳宗憲；2004年3月26日，《天才GO GO GO》改版為綜藝節目《天才向前衝》，製作單位是金是傳播股份有限公司，製作人是黃義雄，2005年8月改由陽帆接棒主持人，小嫻、艾莉絲任助理主持人；2006年5月12日起，《天才向前衝》改版為《天才衝衝衝》，製作單位與製作人不變，主持人改由曾國城與徐乃麟接棒。
《天才GO GO GO》與《天才向前衝》首播時間均為每星期五21:00。
《天才衝衝衝》首播時間最早為每星期五22:00，其後因受同時段的中國電視公司（中視）歌唱選秀節目《超級星光大道》崛起的影響，當時華視總經理小野將《天才衝衝衝》改為每星期六22:00～00:10，（原時段播放電影之節目《華視威秀》則順延播出，已於2008年3月29日停播）。
2012年2月25日至4月7日，因華視內部問題，《天才衝衝衝》在農曆年過完之後重播過往的集數。2012年4月14日，《天才衝衝衝》正式恢復播出，並把製作人更換為應家華。
2013年2月16日至2018年9月16日，於華視HD頻道正式改以高清同步播出。首播後同日也有精華版，以單一單元為主。
2019年8月10日，更換為最新布景，連同節目徽標也由單一色彩變為多色顯示。
2023年6月3日，全面更換全新的布景，以及節目徽標，連同新玩法入題，趣味再升級。
2023年8月1日推出番外篇YouTube節目《今天衝瞎蜜》（今天做什麼），由張文綺、徐凱希、籃籃、巫苡萱擔綱主持人，每隔週二晚上8點首播。

## 歷任主持人
| 日期                           | 主持人         | 助理主持人                   | 備註 |
| ------------------------------ | -------------- | ---------------------------- | --- |
| 2006年5月12日－2010年3月6日    | 徐乃麟、曾國城 | 小嫻、艾莉絲                 | 陽帆請辭，領銜主持人則由徐乃麟、曾國城接任，節目改版為《天才衝衝衝》，小嫻和艾莉絲則繼續出任助理主持人                        |
| 2010年3月13日－2011年6月11日   | 徐乃麟、曾國城 | 小嫻、鍾欣怡                 | 艾莉絲因前往日本遊學而請辭，助理主持人則由鍾欣怡接任                                                                          |
| 2011年6月18日－2011年9月17日   | 徐乃麟、曾國城 | 鍾欣怡                       | 小嫻請辭，改為每集由不同女藝人出任代班主持人                                                                                  |
| 2011年9月24日－2014年2月15日   | 徐乃麟、曾國城 | 無                           | 鍾欣怡因個人規劃請辭，徐乃麟和曾國城繼續搭檔主持                                                                              |
| 2014年2月22日－2018年3月17日   | 徐乃麟、曾國城 | 張文綺、Albee                | Albee和張文綺升格為助理主持人，在此之前常是特別來賓                                                                           |
| 2018年3月24日－2018年10月6日   | 徐乃麟、曾國城 | 張文綺                       | Albee因離開節目所屬的母公司百是娛樂企業有限公司（百是傳播），改簽進宏將多利安的合約問題而退出，改為由不同女藝人出任代班主持人 |
| 2018年10月13日－2022年10月22日 | 徐乃麟、曾國城 | 張文綺、徐凱希               | 節目在2018年10月13日，於第53屆金鐘獎獲獎後首次錄影，並宣佈由徐凱希接任助理主持人                                              |
| 2022年10月29日－               | 徐乃麟、曾國城 | 張文綺、徐凱希、籃籃、巫苡萱 | 節目宣佈增加助理主持人的人數，並由籃籃、巫苡萱出任                                                                            |

代班主持人
- 吳映潔（鬼鬼）－2011年6月25日、7月30日、9月10日、9月17日
- 詹子晴（丫頭）－2011年7月2日
- 貝童彤（彤彤）－2011年7月9日
- 莎莎－2011年7月16日、7月23日、8月27日、9月3日
- 曹雅雯－2018年1月13日、2月3日、3月31日、4月14日
- 小嫻－2018年3月24日、4月7日
- 曾智希－2018年4月21日、4月28日
- 謝忻－2018年5月5日、5月12日、7月21日、7月28日
- 何美－2018年5月19日、5月26日；2023年9月23日；2024年4月27日
- 蔡允潔－2018年6月2日、6月23日
- 李懿－2018年6月9日
- 黃暐婷（Apple）－2018年6月16日
- 巴鈺－2018年8月4日、8月18日
- 趙孟姿－2018年8月11日、8月25日
- 夏語心－2018年9月8日
- 徐凱希－2018年9月15日、9月22日
- 卓毓彤（熊熊）－2018年9月29日、10月6日
- 籃靖玟（籃籃）－2022年2月26日
- 劉璟瑩（Albee）－2022年12月24日；2024年3月30日
- 鄭筠熹（筠熹）－2023年3月25日、9月23日；2024年7月20日、8月31日；2025年6月28日
- 林穎樂－2023年4月1日
- 蔡尚樺－2024年3月9日
- 陳怡叡（Yuri）－2024年3月16日
- 焦凡凡－2024年3月23日
- 馬力歐－2025年7月5日

## 節目調動
- 2022年11月20日—12月18日，因華視主頻直播2022世足賽，本節目暫停播出。
- 2024年7月20日，因華視主頻直播《2024總統府音樂會》，當日本節目提前到21點30分播出。
- 2024年7月27日－8月10日，因華視主頻直播2024巴黎奧運賽事，本節目暫停播出。
- 2025年1月29日，因2月1日重播《金蛇守歲迎新春》，第950集提前到當日播出。[2]

## 獎項
| 年份   | 獲提名                         | 獎項                                                             | 結果 |
| ------ | ------------------------------ | ---------------------------------------------------------------- | ---- |
| 2008年 | 天才衝衝衝                     | 廣電基金2008年第二季優良電視節目：綜藝類                         | 獲獎 |
| 2010年 | 天才衝衝衝                     | 行政院新聞局99年度電視節目行銷海外地區公開播送獎：綜合節目類特優 | 獲獎 |
| 2014年 | 徐乃麟、曾國城                 | 第49屆金鐘獎：綜藝節目主持人獎                                   | 獲獎 |
| 2016年 | 徐乃麟、曾國城、張文綺、Albee  | 第51屆金鐘獎：綜合節目主持人獎                                   | 提名 |
| 2018年 | 天才衝衝衝                     | 第53屆金鐘獎：益智及實境節目獎                                   | 獲獎 |
| 2018年 | 徐乃麟、曾國城                 | 第53屆金鐘獎：益智及實境節目主持人獎                             | 提名 |
| 2021年 | 徐乃麟、曾國城、張文綺、徐凱希 | 第56屆金鐘獎：益智及實境節目主持人獎                             | 提名 |
| 2022年 | 天才衝衝衝                     | 第57屆金鐘獎：最具人氣綜藝節目獎                                 | 提名 |
| 2023年 | 天才衝衝衝                     | 第58屆金鐘獎：最具人氣綜藝節目獎                                 | 提名 |
| 2024年 | 天才衝衝衝                     | 第59屆金鐘獎：最具人氣綜藝節目獎                                 | 提名 |

## 製作團隊
- 監製：王冠
- 製作人：莊淑瑾、應家華、曾永全
- 編審：吳俊緯、劉馥瑩
- 策劃：郭乃瑢
- 執行製作：林昱成、湯允中、孫翌恩、曹心瑀、張宇廷、李品蓁、李怡軒、王婞綺
- 剪輯：黃淑茹
- 後製：電波娛樂
- 梳化妝：陳郁菁
- 服裝：毛毛
- 特效：宏益
- 燈光/音響/電視牆：必應創造
- 音效：好漾的
- 旁白：Alex
- 音樂設計：孫建運（阿建老師）
- 攝影師：馬國駒、趙志信、陳璿安、鄭景瑋、黃栢陽、廖鍠仲
- 燈光：翁俊明、黃疇濮
- 成音：朱維信、陳良成
- 技術指導：周清泉
- 視訊：趙錫功
- 美術指導：董峻男
- 布景：華視美術中心搭景班
- 現場指導：游日廷
- 助理導播：張翡珊
- 導播：丁光慈

## 海外播出
雲南電視台曾引進此節目，逢週日19:35分於雲南電視台生活資訊頻道（YNTV—4）播出。（2006年9月17日－？）。
香港電視廣播有限公司（TVB）有購買《天才衝衝衝》之國語原聲播映權。曾經於週一至週五晚上於J2台播出，其後於每週六15:00-17:00於相同頻道播出。（2008年12月16日－2009年6月26日，2009年8月31日－2013年5月4日，2014年2月2日及2月3日，2015年2月20日）。
2014年起，東南亞播映權由TVBS-Asia獲得，初期逢星期日19:00-21:00（UTC+8），至2018年4月8日起改為18:00-20:00（UTC+8）。
2021年11月6日起每逢星期六晚上21：00-23：00於八度空间怎么这么好笑播出。

## 外部連結
- 官方网站－華視
- 天才衝衝衝的Facebook專頁
- 天才衝衝衝的Instagram帳戶